# Amante real

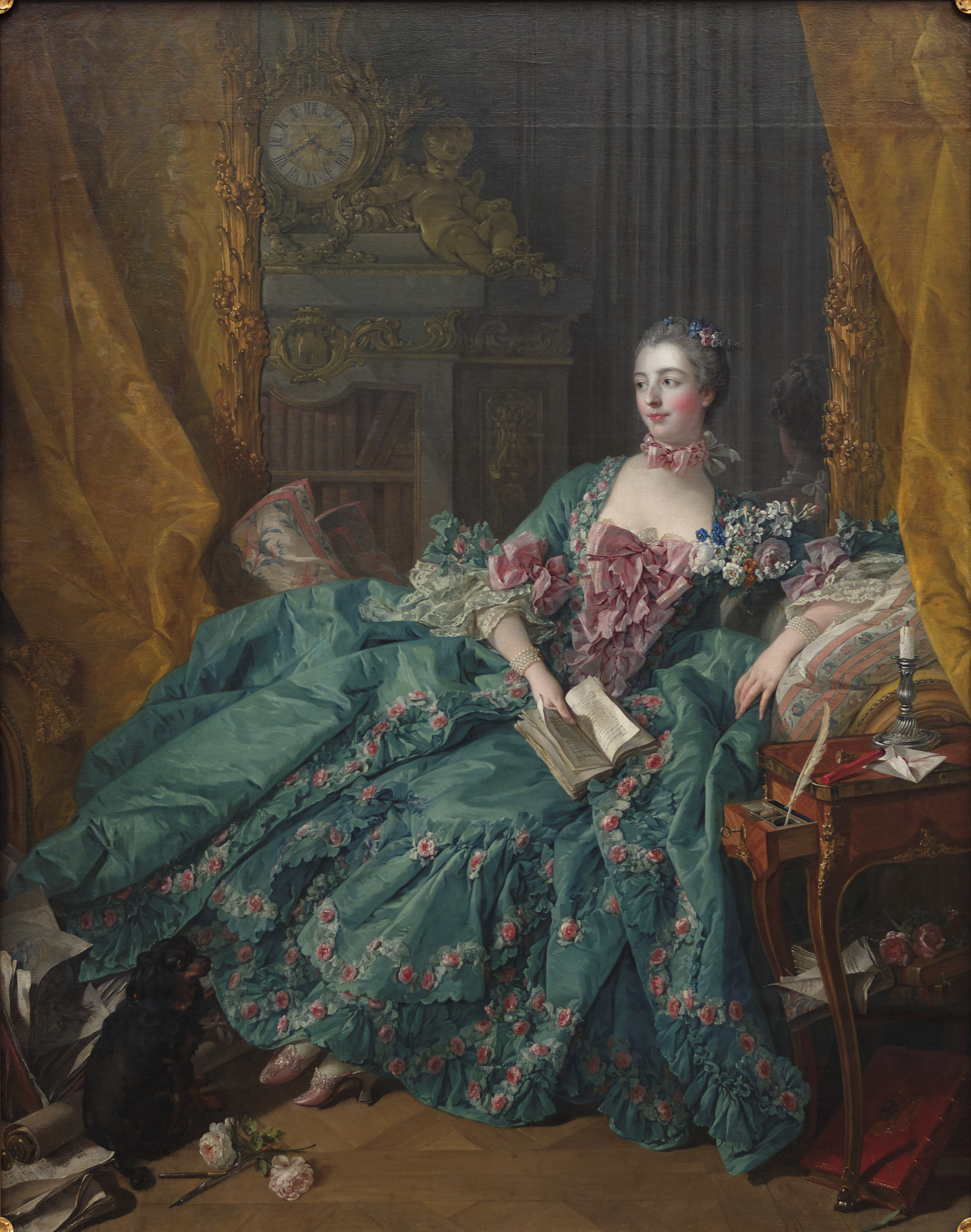
La Marquesa de Pompadour, favorita del rey Luis XV pintada por François Boucher.

Una amante real designa una posición histórica de una amante de un monarca o heredero natural. Algunas amantes han tenido un poder considerable y en estos casos, han sido comúnmente referidas como el "poder detrás del trono" o "eminencia gris". 
La prevalencia de la institución se puede atribuir al hecho de que los matrimonios reales, fundamentalmente desde la Edad Media europea, se llevaban a cabo habitualmente sobre la base de consideraciones políticas y dinásticas, dejando escaso espacio a las preferencias personales del monarca en la elección de su cónyuge.
En estas condiciones, no fue raro en la historia que los reyes unidos por matrimonios políticos, mantuvieran una o más amantes reales (en francés, maîtresses royales).

## Francia

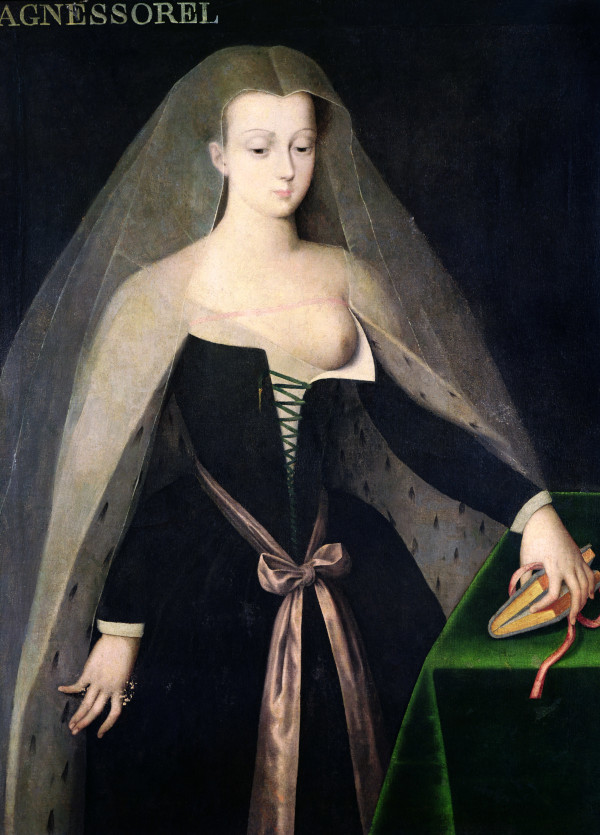
Retrato de Agnès Sorel por Jean Fouquet, colección privada.

Particularmente en Francia, el hecho de mantener amantes, era incluso un pretexto para la mayor gloria del monarca. Los reyes sin ninguna amante provocaban, en ciertas épocas, más burla que respeto como es el caso de Luis XVI de Francia. El estatus de amante real también era envidiado, especialmente con Luis XIV de Francia, que honraba a sus conquistas con tierras, casas o rentas vitalicias e incluso se creó un cargo en la corte francesa, el de maîtresse-en-titre para la amante oficial del rey, que reportaba compensación económica, apartamentos en palacio y un lugar en el protocolo.
Los reyes franceses fueron famosos por adoptar esta práctica, como los casos de Enrique IV, acertadamente apodado el "Galán Verde", Luis XIV o su bisnieto, Luis XV.
Entre las más famosas amantes se incluyen Agnès Sorel, la favorita del rey Carlos VII, Diane de Poitiers, de Enrique II, Gabrielle d'Estrées de Enrique IV, Luisa de La Vallière, Madame de Montespan y Madame de Maintenon, de Luis XIV o Madame de Pompadour y Madame du Barry de Luis XV.

## Gran Bretaña
En la historia de Europa los hijos de las amantes no se incluían normalmente en la línea de sucesión al trono, excepto quizás cuando se alegaron matrimonios secretos. De ahí la rebelión de Monmouth cuando James Scott, I duque de Monmouth reclamó los tronos de Inglaterra y Escocia con el argumento de que su madre había sido la esposa, no la amante, de Carlos II.
Entre las más famosas, Elizabeth Blount, María Bolena o Ana Bolena, amantes de Enrique VIII de Inglaterra. También destaca Camilla Parker-Bowles, quien después de ser amante durante años de Carlos, príncipe de Gales, sería coronada como reina consorte del Reino Unido en 2023.

## España
Entre las famosas amantes ligadas a reyes españoles, se incluyen 
- Gontrodo Pérez y  Urraca Fernández de Castro de Alfonso VII de León
- Inés Íñiguez de Mendoza, Aldonza Martínez de Silva, Teresa Gil de Soverosa y Estefanía Pérez de Faiam de Alfonso IX de León
- María Alfonso de León, Elvira Rodríguez de Villada y Mayor Guillén de Guzmán de Alfonso X de Castilla
- María Alfonso Téllez de Meneses de Sancho IV de Castilla
- Leonor de Guzmán de Alfonso XI de Castilla
- María de Padilla, María González de Hinestrosa, Isabel de Sandoval, Teresa de Ayala de Pedro I de Castilla
- Elvira Íñiguez, Beatriz Ponce de León, Leonor Álvarez, Beatriz Fernández, Juana de Cárcamo, Juana de Sousa, Beatriz Fernández de Enrique II de Castilla
- Aldonza Ruiz de Ivorra, Toda de Larrea, Juana Nicolás, Juana Pereira y Beatriz de Bobadilla del rey Fernando II de Aragón
- Germana de Foix, Juana Van der Gheest, Orsolina della Penna, Catalina de Rebolledo Bárbara Blomberg de Carlos I
- Isabel Osorio y Eufrasia de Guzmán del rey Felipe II
- Ana María Manrique, María Inés Calderón, Constanza de Ribera y Orozco, Mariana Pérez de Cuevas, Ana María de Uribeondo, Casilda Manrique de Luyando y Mendoza o Margarita del Escala del rey Felipe IV
- Elena Sanz del rey Alfonso XII
- Carmen Ruiz Moragas del rey  Alfonso XIII
- Bárbara Rey, Marta Gayá y Corinna Larsen del rey Juan Carlos I de España.